# Murray Bookchin

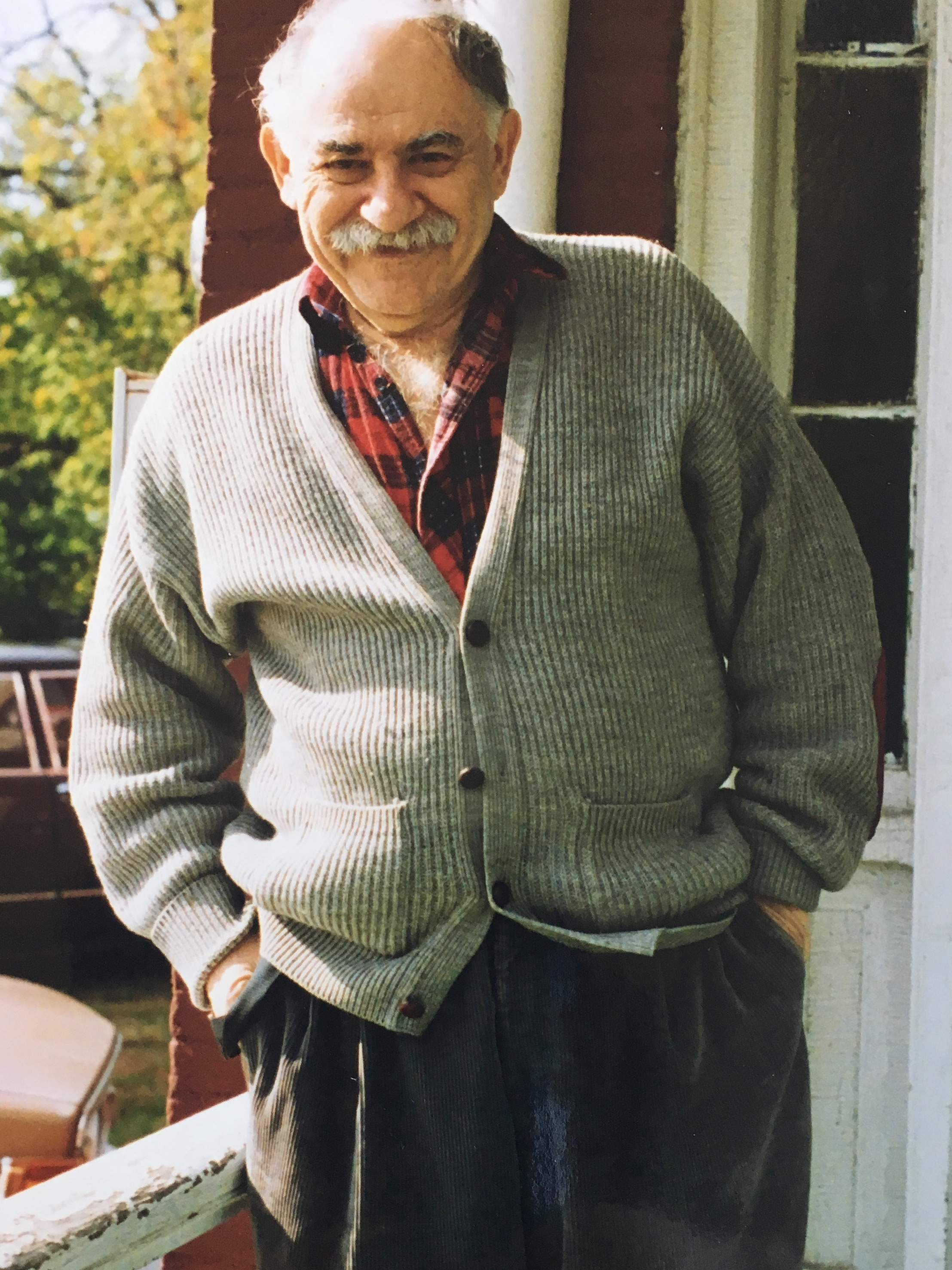
Murray Bookchin 1990

Murray Bookchin [ˈmɝːi ˈbʊktʃɪn] (* 14. Januar 1921 in New York City; † 30. Juli 2006 in Burlington, Vermont) war ein US-amerikanischer libertärer Sozialist und Begründer von anarchistischem und ökologischem Denken (siehe Öko-Anarchismus). Er war Direktor und Mitbegründer des Institute for Social Ecology (ISE) in Plainfield, Vermont sowie Professor am Ramapo College von New Jersey in Mahwah. Bookchin war Autor einer Vielzahl von Artikeln und Büchern, die in Deutschland unter anderem im Karin Kramer Verlag, im Trotzdem Verlag und dessen Zeitschrift Schwarzer Faden erschienen.

## Leben
Bookchins Eltern waren jüdische Immigranten aus Russland. Mit neun Jahren wurde er Mitglied in einer kommunistischen Jugendgruppe. Desillusioniert durch den autoritären Charakter der Bewegung trat er aber einige Jahre später aus.
In New Jersey arbeitete Bookchin in einer Gießerei und als Gewerkschaftsaktivist, bevor er der US-Armee beitrat. Später arbeitete er in der Autoindustrie, verließ die Branche und die Gewerkschaften aber nach dem General-Motors-Streik von 1946.
Seine Interessen verschoben sich auf die Umwelt und das Schreiben, er schloss sich dem Kreis um die Zeitschrift Contemporary Issues an, ehemalige Trotzkisten um den deutschen Emigranten Joseph Weber. In Contemporary Issues (und parallel in der deutschsprachigen Ausgabe Dinge Der Zeit) veröffentlichte er seine ersten Artikel, u. a. zur Lebensmittelchemie. Bookchin zählt deshalb zu den Vorbereitern der ökologischen Bewegung. Als Theoretiker fühlte er sich dieser Bewegung eng verbunden, aber er meinte, dass der Beherrschung der Natur durch den Menschen auch immer Hierarchien und Machtstreben zugrunde lägen. In der Ablehnung von Hierarchie und Herrschaft entwickelte Bookchin eine anarchistische Ethik und Philosophie.
Bookchin schätzte die deutsche Philosophie von Immanuel Kant bis Theodor W. Adorno. Geschult am Spanischen Bürgerkrieg und der Spanischen Revolution entwickelte er eine Soziale Ökologie, die auf Dezentralisierung, dualer Gegenmacht, Selbstverwaltung und Selbstorganisation aufbaut, den Klassenkampf alter Prägung ablehnt und stattdessen auf Stadtteilarbeit, Bürgerversammlungen und direkte Demokratie setzt.
Wichtiges Vorbild war für ihn die Polis der griechischen Städte im Altertum, deren Bürgerversammlungen und gleichberechtigte Entscheidungsmöglichkeit der männlichen Vollbürger er als vorbildhaft sah, auch wenn ihm bewusst war, dass diese frühe Variante der Demokratie die Frauen ausschloss und zudem auf Sklaverei basierte. Neben dieser Kehrseite sah er aber Züge, die nachahmenswert schienen. Seine Ideen und Theorien veröffentlichte er in Büchern, Interviews und Artikeln.
1971 zog er mit einigen Gleichgesinnten nach Burlington/New Jersey, dort wurde Bookchin Ideengeber einer grünen Bewegung, die sich später kritisch und ablehnend mit der Grünen Partei der USA auseinandersetzte. 
In dieser Zeit bekleidete Bookchin eine Reihe von Lehrämtern bei namhaften privaten und öffentlichen Institutionen. Von 1974 bis 1981 lehrte er als Professor am Ramapo College in New Jersey.
Er beteiligte sich an der Gründung des Institute for Social Ecology in Plainfield, das bis heute existiert und zeitweise zum organisatorischen Zentrum einer internationalen Bewegung für „Libertären Kommunalismus“ werden konnte.
Höhepunkt dieser Organisationsversuche für einen pragmatischen Anarchismus, der sich international politisch auf kommunaler Ebene organisiert, waren die Kongresse in Lissabon 1998 und Vermont 1999. Die Ansätze aus Lissabon (26.–28. August 1998) konnten ein Jahr später nicht fortgesetzt werden. Potentiell Interessierte wurden als zu „amerikanisch“  bereits im Vorfeld durch ein Screening-Verfahren von der Teilnahme ausgeschlossen. Die Angst, Saboteure als Teilnehmer auf der Konferenz empfangen zu müssen, führte letztlich zum Scheitern der 2. internationalen Konferenz und verwies die Ideen zurück an die jeweils interessierten Gruppen. Trotzdem zeigte die Initiative, dass es möglich ist, international Schritte abzustimmen und zu gemeinsamen Positionen und Aktionen zu kommen, die eine weltweite neue libertäre Bewegung voranbringen könnten.
In marxistischen Kreisen wurde er durch seine Kritik an der reinen marxistischen Lehre bekannt. Bookchin war ein radikaler Antikapitalist und Befürworter der Dezentralisierung. Seine Ideen und Schriften hatten großen Einfluss auf die globalisierungskritische Bewegung und auf die US-Ökologiebewegung sowie auf den radikalen Flügel der US-amerikanischen Grünen.
Der Demokratische Konföderalismus Abdullah Öcalans ist ein von Murray Bookchin inspiriertes Gesellschaftsmodell, das von der Arbeiterpartei Kurdistans auf einer Versammlung im Mai 2005 ins Parteiprogramm aufgenommen wurde.

## Schriften
- Our Synthetic Environment, 1962 (veröffentlicht unter dem Pseudonym Lewis Herber)
- Die Formen der Freiheit. Aufsätze über Ökologie und Anarchismus (darin u. a. Anarchismus in der Nach-Mangelgesellschaft, Einige Bemerkungen über den „klassischen“ Anarchismus und die moderne Ökologie, Die Mai/Juni-Ereignisse in Frankreich 1968). Verlag Büchse der Pandora, Telgte-Westbevern 1977
- Hör zu Marxist! (in: Unter dem Pflaster liegt der Strand Band 1, Seite 49–109), Karin Kramer Verlag, Berlin 1975, 2. Auflage 1980
- Die Grenzen der Stadt (1977), Verlag Jakobsohn, Berlin
- Murray Bookchin, Luciano Lanza u. a., hrsg. von Wolfgang Haug: Selbstverwaltung. Die Basis einer befreiten Gesellschaft, Trotzdem Verlag, Reutlingen 1979
- Hierarchie und Herrschaft (darin u. a.: Der Weg aus der ökologischen Krise, Selbstverwaltung und neue Technologie, Jenseits des Neomarxismus), Karin Kramer Verlag, 1981.
- Natur und Bewusstsein, Winddruck Verlag 1982
- Die Ökologie der Freiheit. Wir brauchen keine Hierarchien. Beltz Verlag, 1985, ISBN 3-407850573.[3]
- 1990: Die Neugestaltung der Gesellschaft. Pfade in eine ökologische Zukunft. (en: Remaking Society, Boston 1990.) Trotzdem Verlag, Grafenau 1992, ISBN 3-922209351.[4]
- Libertarian Municipalism: An Overview. In: Green Perspektives, No 24. November 1991
- Die Agonie der Stadt. Trotzdem Verlag, Grafenau 1996, ISBN 3-92220967X.[5]
- Re-enchanting Humanity: A Defense of the Human Spirit Against Antihumanism, Misanthropy, Mysticism and Primitivism, London/New York 1995, ISBN 0-304-32843-X
- Die Frage nach der Zukunft der Städte, in: Schwarzer Faden, Nr. 50 (1994)
- Anarchismus ist sehr schick geworden, Interview mit Bookchin in Burlington/Vermont von Wolfgang Haug, in: Schwarzer Faden, Nr. 52 (1995)
- The Murray Bookchin Reader (Introduction), Edited by Janet Biehl. Cassell, London 1997, ISBN 0-304-33874-5.
- Die Einheit von Ideal und Praxis, in: Schwarzer Faden Nr. 61 (1997)
- Wir sind dem blinden Prozess der Evolution nicht ausgeliefert (über Kommunismus, Anarchismus und Biozentrismus; ein Interview von Jutta Ditfurth/Manfred Zieran), Broschüre FAU Moers/Verlag Syndikat A, Moers 2004.
- Anarchism, Marxism and the Future of the Left (Interviews and Essays, 1993–1998), AK Press, Edinburgh/San Francisco 1999, ISBN 1-873176-35-X.
- Post-Scarcity Anarchism (1971), AK Press Edinburgh/Oakland 2004 ISBN 1-904859-06-2.
- Die nächste Revolution. Libertärer Kommunalismus und die Zukunft der Linken. Hrsg. von Debbie Bookchin und Blair Taylor, Unrast, Münster 2015, ISBN 978-3-89771-594-3.
- Die Ökologie der Freiheit. Wir brauchen keine Hierarchien. Übersetzt von Karl-Ludwig Schibel & Maurice Schuhmann, Unrast Verlag, Münster 2025, ISBN 978-3-89771-621-6 (erste vollständige Übersetzung, inkl. aller Vorworte und einem Vorwort von Debbie Bookchin.)